# 魏體明
魏体明（1531年—1591年），字用晦，号瀛江，福建福清縣（今东瀚后营）人，明朝政治人物。

## 生平
福建鄉試第十名舉人。嘉靖四十四年（1565年）中式乙丑科三甲第四十四名進士。刑部观政，同年六月授任吴县知县，隆慶二年（1568年）九月入为刑科给事中，三年八月升兵科右，四年三月升工科左，九月丁母憂，服闋，万历元年（1573年）十一月起復本科，二年八月升江西副使，备兵九江。五年八月升山东參政，分守青莱。八年正月進雲南按察使，三年考满，万历十年（1582年）二月升雲南右布政，十一年正月遷官至四川左布政使。十四年正月致仕。

## 家族
曾祖魏燝；祖父魏世讓；父魏德祥，累赠副使；母林氏，累封太恭人。弟朝瑀、朝璟、朝珏、朝瓒、朝瑰、朝珂。